# جیمز باکنال
جیمز باکنال (انگلیسی: James Bucknall؛ زادهٔ ۲۹ نوامبر ۱۹۵۸) فرد نظامی اهل بریتانیا است. وی همچنین برندهٔ جوایزی نشان حمام و نشان امپراتوری بریتانیا شده‌است.
او افسر بازنشسته ارتش بریتانیا و فرمانده سابق سپاه واکنش سریع متفقین است.